# Scaphyglottis bilineata
Scaphyglottis bilineata là một loài thực vật có hoa trong họ Lan. Loài này được (Rchb.f.) Schltr. miêu tả khoa học đầu tiên năm 1918.